# 比爾卡班巴區 (丹尼爾阿爾西德斯卡里翁省)
比爾卡班巴區（西班牙語：Distrito de Vilcabamba），是秘魯的一個區，位於該國中部帕斯科大區的丹尼爾阿爾西德斯卡里翁省，始建於1920年9月6日，面積102.35平方公里，海拔高度3,445米，2005年人口1,842，人口密度每平方公里18人。